# ハラがコレなんで
『ハラがコレなんで』は、2011年の日本のコメディ映画である。監督および脚本は石井裕也、出演は仲里依紗、中村蒼、石橋凌など。妊娠9か月でシングルマザーとなった主人公・光子（仲）が、みずからの薄幸は捨ておいて周囲の人々を救っていく人情ドラマ劇である。

## あらすじ
原光子は妊娠9カ月。アメリカ人と別れてアパートを引き払う。医者に「普通は安定期に入るのだが」といわれるが、「私には安定期はなかった」という。光子は昼寝すれば大丈夫と楽観的で、リストラされた男にも昼寝を勧める。子どものころ夜逃げした両親と暮らした時代遅れの長屋に向かう。米軍の不発弾が残っているというのが口癖で毒舌だった大家のおばちゃん・清は寝たきりで、戦死した夫のもとに早く行きたいと願っている。光子は清の世話をしながら長屋で出産する決意をする。過疎化した町に幼な馴染の陽一とその叔父・次郎が細々と食堂を経営していた。再会した陽一は15年前の結婚の約束に責任を感じて動揺する。次郎は喫茶店「べる」のママに想いを伝えることができないでいる。陽一は光子に預金通帳を渡し、子どもの面倒をみるとタンカを切る。通帳の残高を見た光子は自分が店の面倒をみるという。翌日から光子は客引きを始め、次第に光子の人柄を慕う客で食堂は繁盛し始める。ママが病気の母親がいる福島に帰るというが、次郎は引き留めることもできない。義理人情を重んじる光子はみんなで福島へ行こうと提案。そこに再び夜逃げした光子の両親が戻って大混乱。光子が「ＯＫ、一旦昼寝をしよう」の言葉に一同は横になる。その数分後、不発弾が爆発。光子の運転で福島に。次郎がプロポーズ。光子は破水して野原で出産。

## キャスト
- 原光子 - 仲里依紗（小学生時代 - 大野百花）
- 児玉陽一 - 中村蒼（小学生時代 - 鈴木励和）
- 児玉次郎 - 石橋凌
- 清 - 稲川実代子
- 原芳隆 - 並樹史朗
- 原早苗 - 竹内都子
- 斉藤 - 近藤芳正
- 加藤 - 螢雪次朗
- ママ - 斉藤慶子
- 瀧川鯉昇
- 戸次重幸
- 森岡龍

## スタッフ
- 監督：石井裕也
- 製作：水口昌彦、山崎浩一、百武弘二、佐竹一美、古玉國彦、林和男、喜多埜裕明、冨木田道臣、内藤修、細字慶一
- プロデューサー：曽根祥子、小榑洋史、柴原祐一
- 脚本：石井裕也
- 撮影：沖村志宏
- 美術：丸尾知行
- 衣装：馬場恭子
- 編集：相良直一郎
- キャスティング：田端利江
- 音楽：渡邊崇
- 主題歌：GOING UNDER GROUND 『愛なんて』
- スクリプター：西岡容子
- ヘアメイク：宮本奈々
- 照明：杉本周士
- 録音：加藤大和
- 助監督：久保田博紀
- 企画：パルコ、ポニーキャニオン
- 配給・宣伝：ショウゲート
- 製作プロダクション：スモーク、ダブ
- 製作：「ハラがコレなんで」製作委員会（ポニーキャニオン、パルコ、ショウゲート、ダブ、東映チャンネル、ぴあ、Yahoo! JAPAN、TOKYO FM、スモーク、ニッポンプランニングセンター）